# Власенко Наталія Григорівна
Наталія Григорівна Власенко (нар. 4 березня 1955, Ставрополь, СРСР — 8 жовтня 2023) — радянський і російський вчений-рослинник, академік РАН (2016).

## Біографія
Народилася 4 березня 1955 року в Ставрополі.
У 1977 році закінчила Кишинівський державний університет.
У 1977—1984 роках працювала у Всесоюзному науково-дослідному інституті захисту рослин.
З 1984 по 2015 роки — працювала в Сибірському НДІ землеробства і хімізації сільського господарства, пройшовши шлях від молодшого наукового співробітника до завідувача відділу захисту рослин (з 2001 року).
З 2015 року — головний науковий співробітник Сибірського федерального наукового центру агробіотехнологій Російської академії наук (СФНЦА РАН), завідувач лабораторією захисту рослин.
У 1999 році захистила докторську дисертацію на тему «Екологічно адаптований захист ярого ріпаку та інших польових капустових культур в лісостепу Західного Сибіру».
У 2003 році — присвоєно вчене звання професора.
У 2010 році обрана членом-кореспондентом РАСГН.
У 2014 році обрана членом-кореспондентом РАН (у рамках приєднання РАСГН до РАН).
У 2016 році обрана академіком РАН.

## Наукова діяльність
Видатний вчений у галузі захисту рослин.
Дослідження присвячені розробці теоретичних, методичних та технологічних основ екологічно адаптованих систем захисту сільськогосподарських культур від шкідливих організмів, а також питанням екологічної оцінки застосування засобів інтенсифікації в технологіях вирощування зернових культур в умовах Західного Сибіру. Під її керівництвом та за безпосередньою участю розроблена екологічно безпечна система захисту ярого ріпаку, заснована на використанні методу ловчих культур, яка не має аналогів в Росії.
Автор більше 360 наукових праць, у тому числі 20 монографій та 7 патентів на винаходи, 46 методичних вказівок і рекомендацій науковим і виробничим організаціям.

### Вибрані праці
- Становление и развитие защиты растений в Сибири / соавт. О. А. Иванов. — Новосибирск, 2003. — 153 с.
- Защита растений: теория и практика: собр. науч. тр. / Сиб. НИИ земледелия и химизации сел. хоз-ва. — Новосибирск: Юпитер, 2004. — 324 с.
- Экологически безопасная защита капусты белокочанной от вредителей в Якутии / соавт.: С. С. Слепцов, А. И. Степанов; Сиб. НИИ земледелия и химизации сел.хоз-ва и др. — Новосибирск,2005.- 136 с.
- Сорные растения и борьба с ними при возделывании зерновых культур в Сибири / соавт.: А. Н. Власенко и др.;Сиб. НИИ землелия и химизации сел. хоз-ва.- Новосибирск,2007. — 126 с.
- Практическая реализация системного подхода в защите растений / соавт.: Т. П. Садохина, Н. А. Коротких; Сиб. НИИ земледелия и химизации сел. хоз-ва. — Новосибирск, 2009. — 176 с.
- Особенности формирования фитосанитарной ситуации в посевах сортов яровой пшеницы сибирской коллекции / соавт.: А. А. Слободчиков, О. И. Теплякова; Сиб. НИИ земледелия и химизации сел.хоз-ва. — Новосибирск, 2010. — 92 с.
- Фитосанитарная оптимизация посевов ячменя в условиях лесостепи Западной Сибири / соавт.: Т. П. Садохина, Н. А. Коротких; Сиб. НИИ земледелия и химизации сел.хоз-ва. — Новосибирск, 2011. — 192 с.
- К вопросу о формировании фитосанитарной ситуации в посевах в системе No-Till / соавт. Н. А. Коротких, И. Г. Бокина; Сиб. НИИ земледелия и химизации сел.хоз-ва. — Новосибирск, 2013. — 124 с.
- Зональные системы защиты яровой пшеницы от сорняков, болезней и вредителей в западной Сибири / соавт. Долженко В. И., Власенко А. Н., Коротких Н. А. и др. ; Сиб. НИИ земледелия и химизации сел.хоз-ва. — Новосибирск, 2014. — 122 с.

## Нагороди
- Заслужений діяч науки Російської Федерації (2006),
- «Академіна — 2017» — в номінації «Академік року»[4].